# Oceans Ate Alaska
Oceans Ate Alaska ist eine 2011 gegründete Metalcore-Band aus Birmingham, Vereinigtes Königreich.

## Geschichte
Oceans Ate Alaska wurden 2011 in Birmingham von dem Sänger James Harrison, den beiden Gitarristen James Kennedy und Josh Salthouse, sowie dem Bassisten George Arvanitis und dem Schlagzeuger Chris Turner gegründet. Nach einem Besetzungswechsel, bei der Bassist Arvanitis und der Gitarrist Salthouse die Band verließen, stießen Adam Zytkiewicz und Mike Stanton als neue Musiker zur Band. Ein Jahr nach der Gründung erschienen mit Taming Lions und Into the Deep zwei EPs. Into the Deep wurde über Density Records veröffentlicht. Ende 2014 wurde die Gruppe von der US-amerikanischen Plattenfirma Fearless Records unter Vertrag genommen. Noch Ende 2014 wurde die sechste Ausgabe der Punk-Goes-Pop-Kompilation veröffentlicht, auf der Oceans Ate Alaska mit einer Neuinterpretation des Liedes Drunk in Love von Beyoncé zu hören ist. Das Debütalbum, das Lost Isles heißt, wurde am 24. Februar 2015 fast überall weltweit veröffentlicht. Im deutschsprachigen Raum erschien das Album allerdings erst am 27. Februar 2015. In den Vereinigten Staaten verkaufte sich das Album in der ersten Verkaufswoche rund 3700 mal.

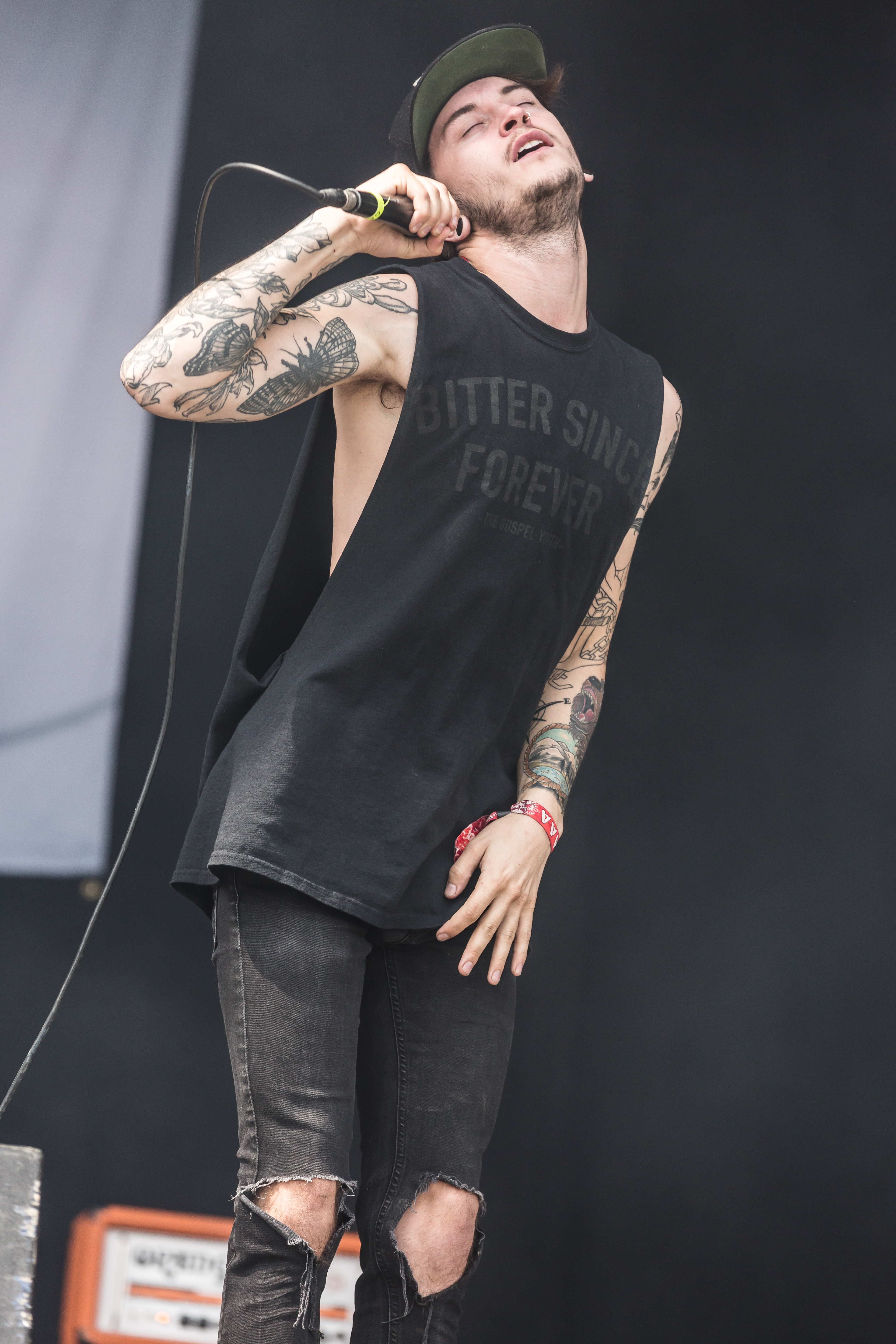
Der ehemalige Sänger Jake Noakes auf dem Summer Breeze, 2017.

Im April 2013 spielte die Gruppe für vier Konzerte als Vorband für Attack Attack! im Vereinigten Königreich. Im Oktober des gleichen Jahres spielte die Band mit Glass Cloud im Vorprogramm für Blessthefall. Außerdem spielte die Gruppe auf dem Ghostfest, das auf dem Gelände der Leeds University ausgetragen wurde. Im Februar und März 2015 war die Band zusammen mit Black Tongue als Vorband für Veil of Maya und Chelsea Grin auf deren Europatour zu sehen. Zwischen 5. und 28. August 2015 tourte die Band erstmals durch Kanada und vereinzelte Städte der Vereinigten Staaten und spielte als Vorgruppe von Like Moths to Flames, In Hearts Wake und Northlane. Im Oktober und November tourte die Band erneut durch die Vereinigten Staaten, dieses Mal als Vorband für Emarosa, Stick to Your Guns und Blessthefall.
2016 tourte die Band auf der Vans Warped Tour durch ganz Amerika. Am 16. Dezember 2016 verkündete die Band den Austritt des Gründungsmitglieds James Harrison sowie die Arbeit an einem neuen Album. Dieses erschien unter dem Namen Hikari am 28. Juli 2017 und entstand unter Mitwirkung des neuen Sängers Jake Noakes, der am 1. Februar 2017 als Bandmitglied bestätigt wurde. Kurz darauf tourte die Band durch Europa unter anderem mit August Burns Red und While She Sleeps. Im November 2017 gingen Oceans Ate Alaska als Headliner auf USA-Tour und wurde dabei von Invent, Animate unterstützt. Im Dezember spielten Oceans Ate Alaska im Vorprogramm der Band Wage War auf deren Tour durch die USA.
Ende 2020 wurde bekannt, dass Jake Noakes nicht mehr länger als Sänger der Band aktiv sein wird, stattdessen ist Gründungsmitglied James Harrison wieder dabei. Am 19. August 2022 kündigte die Band mit Disparity die Herausgabe ihres dritten Albums für den 1. September an. Es ist das erste Album nach knapp fünf Jahren.

## Stil
Die Musik von Oceans Ate Alaska kann als eine Mischung aus Metalcore und Progressive Metal beschrieben werden. In der Szene wird die Gruppe dem Post-Hardcore zugeordnet. Auf der EP Into the Deep wird der Gesang als „aggressiv“ und das Schlagzeugspiel als „intensiv“ bezeichnet. Hinzu kommen fesselnde Refrains und Breakdowns.
Laut Pascal Irmer vom Fuze Magazine spielen Oceans Ate Alaska eine moderne, progressive und experimentelle Version des Metalcore, welcher vertrackt ist, ein hohes technisches Gefrickel und brutalen variablen Gesang aufweist.

## Bandname
Der Name „Oceans Ate Alaska“ rührt von einer der schwersten Naturkatastrophen im 20. Jahrhundert her: Am 9. Juli 1958 ereignete sich in der Bucht von Lituya Bay infolge eines Erdbebens und Erdrutsches ein Megatsunami bei der Bäume in Höhe von 520 Metern am Ufer weggespült wurden.

## Bandmitglieder

Oceans Ate Alaska, live auf dem With Full Force 2018
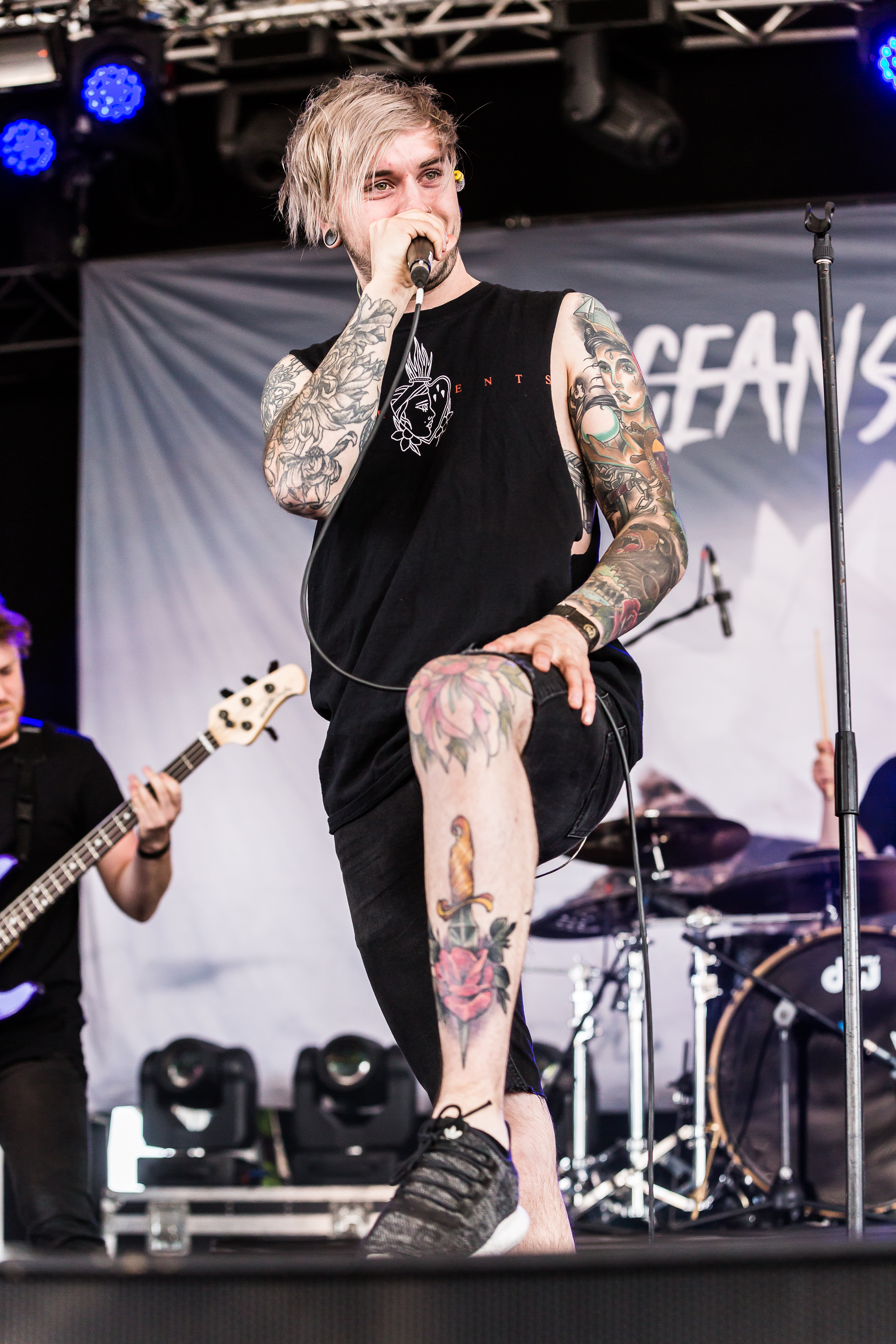
Sänger Jake Noakes
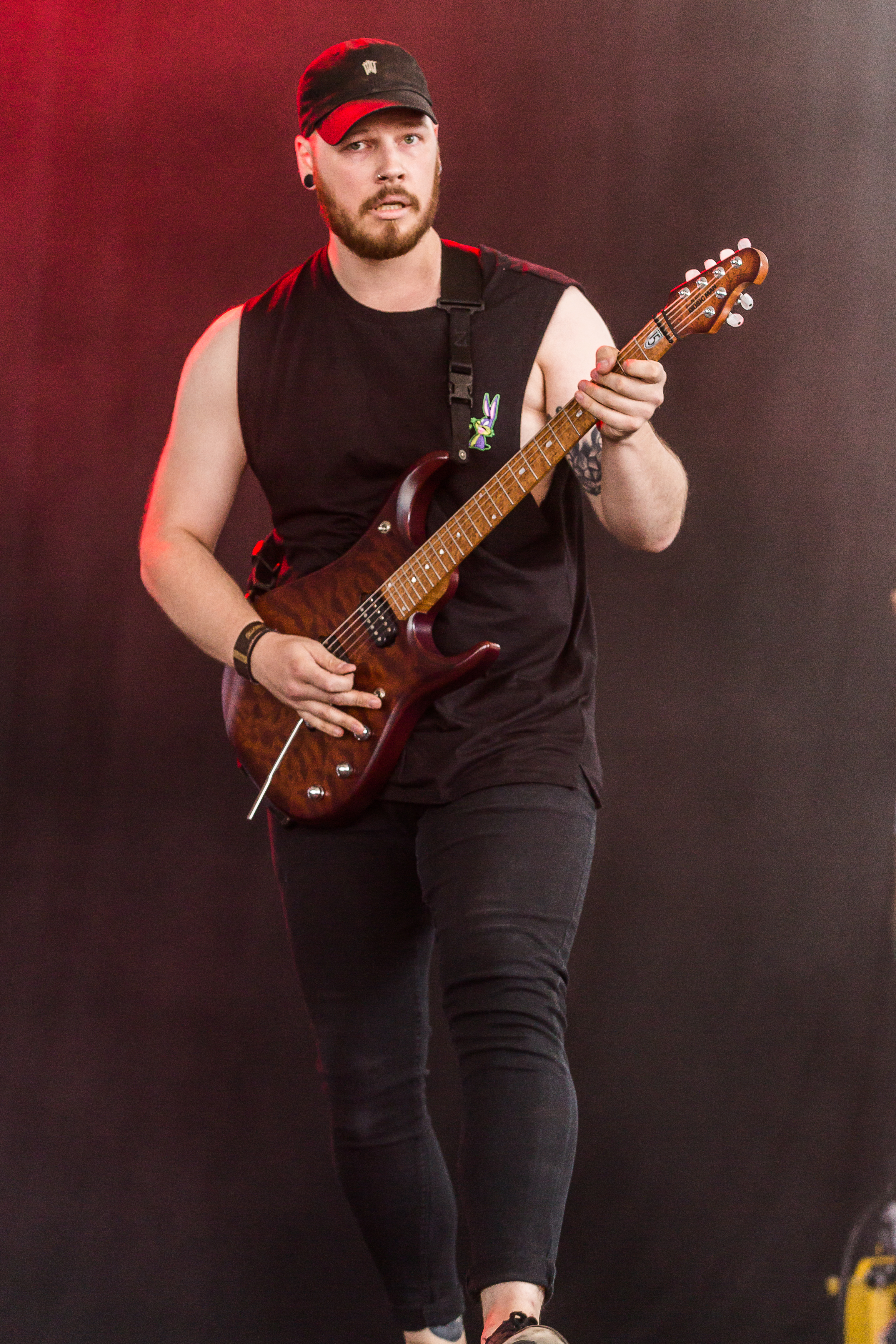
Lead-Gitarrist Adam Zytkiewicz
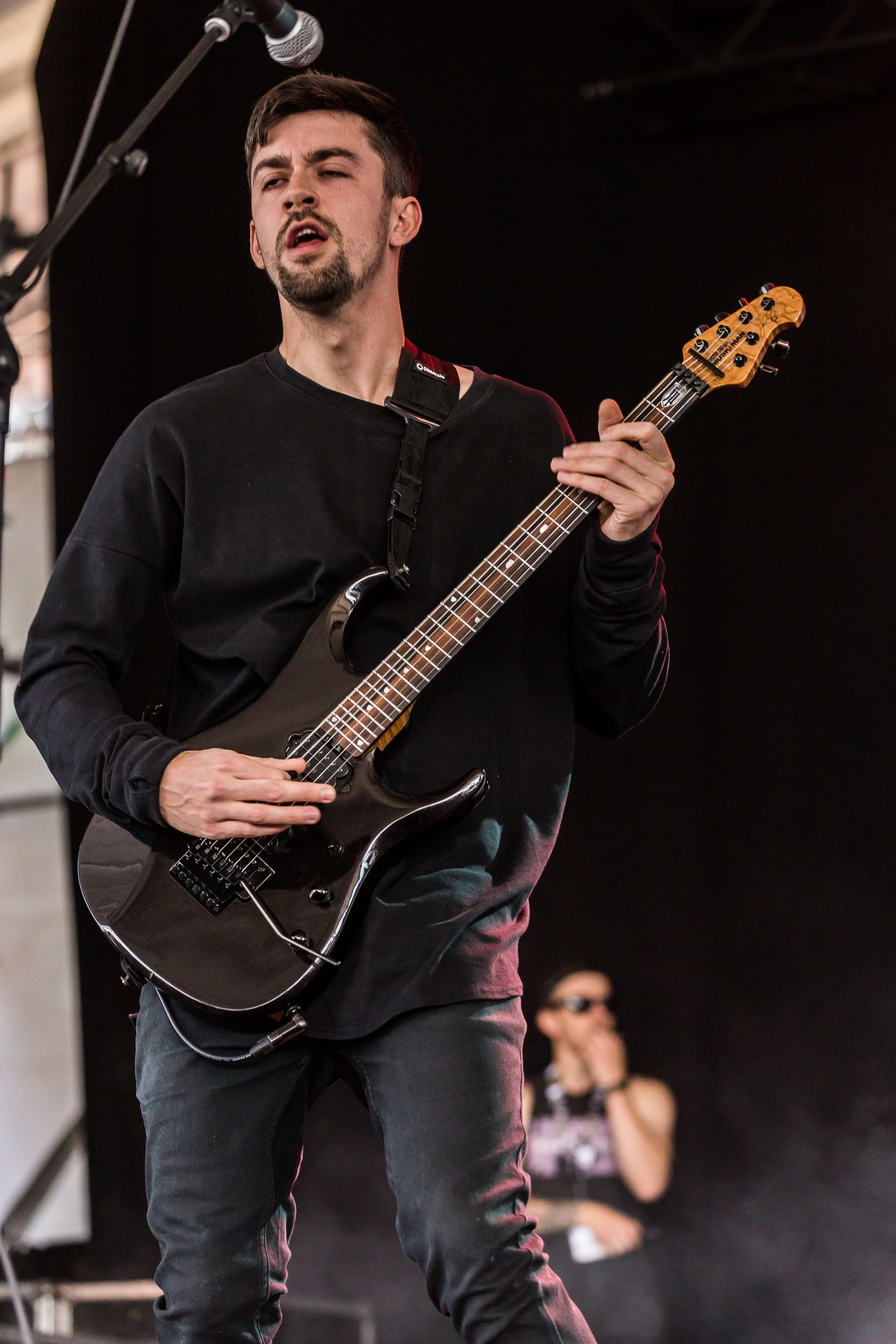
Rhythmus-Gitarrist James Kennedy
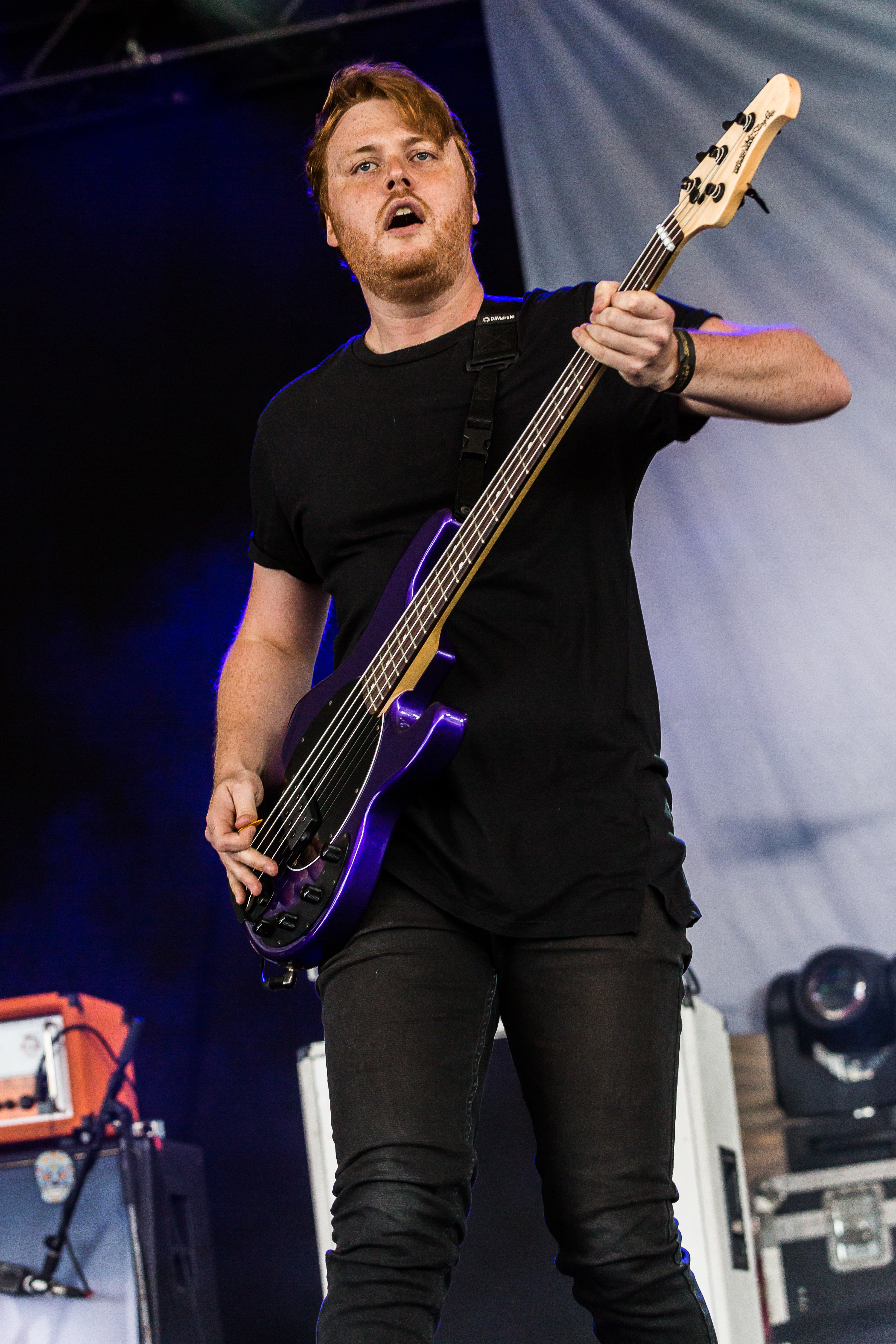
Bassist Mike Stanton
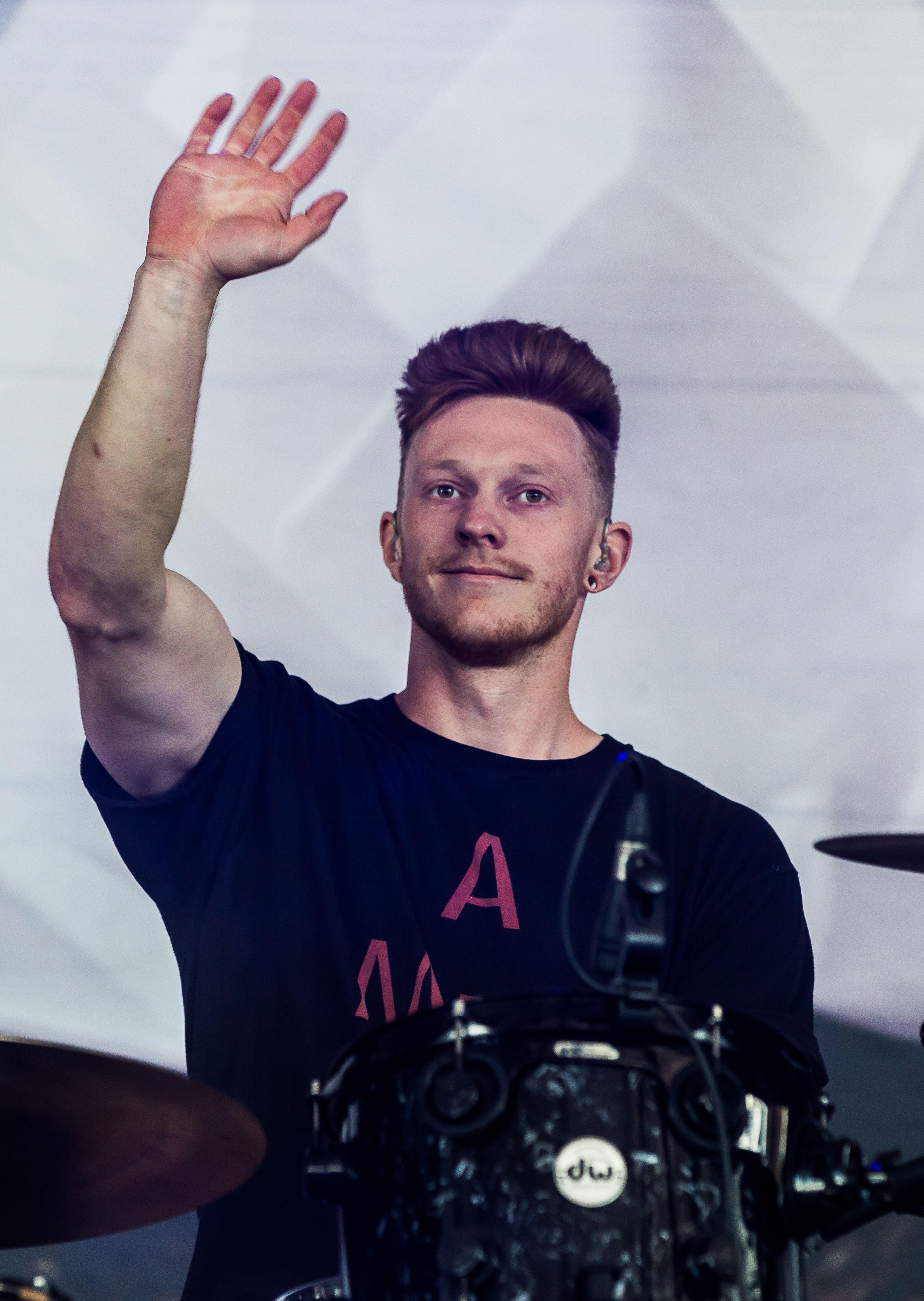
Schlagzeuger Chris Turner

## Diskografie

### Alben
- 2015: Lost Isles (Fearless Records)
- 2017: Hikari (Fearless Records)
- 2022: Disparity (Fearless Records)

### EPs
- 2012: Taming Lions
- 2012: Into the Deep (Density Records)

### Singles
- 2020: Metamorph (Fearless Records)

### Sonstige
- 2014: Punk Goes Pop 6 (Fearless Records, mit einer Neuinterpretation von Drunk in Love von Beyoncé)